# Lauren Lawson
Lauren Gabrielle Lawson Guerrero (Granada, 16 de enero de 1988) es una modelo nicaragüense. Fue primera finalista en el concurso de Miss Nicaragua 2011 superada por Adriana Dorn, ganadora del certamen ese año.

## Biografía
Nació en Granada, el 16 de enero de 1988, pero radicó su niñez y juventud en la ciudad de Miami, Estados Unidos donde concluyó sus estudios de Enfermería en la Universidad de Miami.

## Miss Nicaragua
En 2011 Lawson compitió en el certamen de Miss Nicaragua 2011, realizado en el Teatro Nacional Rubén Darío frente a otras 13 candidatas, donde obtuvo los premios de Miss Silhueta y Mejor Sonrisa, finalmente logró adquirir el puesto de primera finalista.

## Miss Mundo
En 2012 Lauren fue elegida por la organización de Miss Mundo Nicaragua para representar a Nicaragua en el certamen de Miss Mundo 2012 realizado en Ciudad de Ordos, Mongolia Interior, China. Aunque tuvo una destacada participación en el segmento Dances of the world, Lawson no figuró entre las semifinalistas.
| Predecesora: Darling Trujillo | Miss Mundo Nicaragua 2012 | Sucesora: Luz Mery Decena |